# Władimir Komarow (polityk)
Władimir Nikołajewicz Komarow (ros. Владимир Николаевич Комаров, ur. 1911 w Ufie, zm. ?) – radziecki polityk.

## Życiorys
W latach 1926–1930 uczył się w technikum rolniczym, potem był agronomem, zootechnikiem i kierownikiem rejonowego oddziału rolnego w Baszkirskiej ASRR. Od 1941 należał do WKP(b), był I sekretarzem rejonowego komitetu WKP(b), do 1951 był zastępcą ministra gospodarki rolnej Baszkirskiej ASRR, 1951-1954 studiował w Wyższej Szkole Partyjnej przy KC WKP(b)/KPZR. Od 1954 do stycznia 1956 pracował w aparacie KC KPZR, od stycznia 1956 do lutego 1960 był przewodniczącym Komitetu Wykonawczego Amurskiej Rady Obwodowej. Był odznaczony Orderem Czerwonego Sztandaru Pracy i Orderem Znak Honoru.